# Леерс, Йоханн фон
Йоханн фон Леерс (Омар Амин) (нем. Johann von Leers, 25 января 1902, Карбов-Фитлюббе, Мекленбург — 5 марта 1965, Каир) — немецкий профессор, работавший у Йозефа Геббельса, при правительстве Перона в Аргентине и в Египте времён Насера.

## Биография

### Ранние годы
Происходил из купеческой семьи, в 1791 г. возведенной в дворянство. Посещал гимназию в Нойштрелитце, изучал право и историю Восточной Европы в Киле, Берлине и Ростоке. Защитил диссертацию. Владел пятью иностранными языками, включая иврит и японский.
В 1926—1928 гг. работал в МИДе (атташе по делам культуры, регион Дальний Восток), в это же время начал активно заниматься «еврейским вопросом». Затем уволился с госслужбы и вернулся в родное имение, которое из-за долгов ушло с молотка. Леерс обвинил в этом евреев.
С 1929 г. сотрудничал в газете Йозефа Геббельса «Der Angriff», а также был главным редактором и соиздателем газеты «Воля и путь». Некоторое время состоял в СА.
В юности входил в различные фёлькиш-организации («Орёл и сокол»). 1 августа 1929 года вступил в ряды НСДАП. Опубликовал известную юдофобскую работу, чрезвычайно популярную в Третьем рейхе, — «Juden Sehen Dich An» (с нем. — «Евреи смотрят на тебя»).
В 1932—1933 гг. — заведующий воспитательной работой (бундесшулюнгсляйтер) Национал-социалистического союза студентов.

### Карьера при нацистах
С 1933 г. доцент Высшей немецкой школы политики в Берлине. С 1936 г. также работал в Йенском университете по исследовательской теме «Германская правовая, экономическая и политическая история на расовых основаниях». Профессор (1938), с 1940 г. заведующий кафедрой немецкой истории.
В 1933—1934 гг. некоторое время состоял в руководящем совете Германского движения веры (фёлькиш-организации, стремившейся соединить христианские и расистские сюжеты), причем христианство, по словам Леерса, представляло собой смесь «неполноценности и еврейской философии». В этой связи Леерс натолкнулся на противоборство Геббельса, не хотевшего конфликтовать с Церковью, и оказался в одном лагере с Альфредом Розенбергом и Рихардом Вальтером Дарре.
Будучи председателем «Общества германской ранней и древней истории», Леерс активно пропагандировал учение Германа Вирта и познакомил последнего в 1934 г. с Гиммлером. В мае 1936 г. начал служить в штабе РуСХА в чине унтерштурмфюрера СС (позднее дослужился до штурмбанфюрера). Автор многочисленных исторических и пропагандистских публикаций.

## После войны
В 1945 г. скрылся в Италии, прожив там в общей сложности пять лет. По другой версии, был интернирован американскими войсками, однако уже в 1946 г. бежал и скрывался в британской оккупационной зоне близ Бонна. В 1950 г. через Гамбург эмигрировал в Аргентину, где работал директором издательства «Дюрер» в Буэнос-Айресе и редактировал нацистский журнал «Путь».
В 1955 г. навсегда покинул Аргентину и обосновался в Египте, где становится политическим консультантом при Информационном Отделе под руководством Мухаммада Нагиба и продолжает специализироваться на «еврейском вопросе», оказавшись со временем ключевой фигурой в развёртывании по всему Ближнему Востоку антисемитской и антиизраильской пропаганды. Принял ислам и сменил имя на Омар Амин. Был близким другом и соратником верховного муфтия Иерусалима шейха Мухаммада Амина аль-Хусейни.
В первой же декаде своей легислатуры западногерманское правительство объявило фон Леерса военным преступником и потребовало его экстрадиции из Египта, на что был получен отказ. В 2013 г. стало известно, что в 1957—1961 гг. Леерс сотрудничал с БНД (псевдонимы — Наци-Эми, Ханнес).

## Интересные факты
- Младший брат Иоганна фон Леерса, Курт Матиас фон Леерс (1912—1945) — теолог, кандидат в римо-католические священники Оснабрюкской епархии. В ноябре 1942 г. был арестован гестапо во Франкфурте-на-Майне по подозрению в членстве в Ордене иезуитов и полгода (февраль-август 1943 г.) провел в концлагере Дахау. Попытки старшего брата принудить его отказаться от веры, чтобы облегчить свою участь, не возымели успеха. Умер от туберкулеза в Тодтмосе, почитается Католической церковью как мученик.
- Ассистенткой Леерса в Йене была искусствовед Ингеборга Майнхоф (1909—1949) — мать Ульрики Майнхоф.
- После смерти Леерса его тело было за государственный счет доставлено в ФРГ, где было похоронено в Шуттервальде по мусульманскому обычаю.

## Сочинения
1932
- Polnischer Korridor oder deutsches Weichselland? München: Eher, 1932.
- Oberschlesien. München: Eher, 1932.
- Memelland. München: Eher, 1932.
- Bomben auf Hamburg! Leipzig: Voigtländer, 1932.
- Autarkie — Notwendigkeit oder Wahnsinn? Berlin: Wirtschaftspolitische Abteilg des Bezirks Mitte, Gau Groß-Berlin d. N.S.D.A.P., 1932.
- Adolf Hitler. Leipzig: R. Kittler, 1932 (переиздавалась в расширенном варианте под названием Reichskanzler Adolf Hitler)

1933
- 14 Jahre Judenrepublik. Bde 1-2. Berlin: NS.-Druck u. Verl., 1933.
- Vor 10 Jahren. Plauen: Franz Neupert, [1933].
- Kurzgefasste Geschichte des Nationalsozialismus. Bielefeld: Velhagen & Klasing, 1933.
- Juden sehen Dich an. Berlin: NS.-Druck u. Verl., [1933].
- Forderung der Stunde: Juden raus! Berlin: Hochmuth, [1933].
- Deutschlands Stellung in der Welt. Leipzig: Quelle & Meyer, [1933].
- Deutsche Geschichte. Berlin: [N.S. Gemeinschaft Kraft durch Freude], 1933 (als Ms. gedruckt)
- Der Junge von der Feldherrnhalle. Stuttgart: Union, [1933].
- Das ist Versailles! Berlin: Hillger, [1933].

1934
- Spenglers weltpolitisches System und der Nationalsozialismus. Berlin: Junker & Dünnhaupt, 1934.
- Rassische Geschichtsbetrachtung. Langensalza: J. Beltz, 1934.
- Nationalsozialistische Staatskunde. Potsdam: Bonneß u. Hachfeld, [1934-1940].
- Kanonen über der Steppe. Stuttgart: Union, [1934].
- Geschichte auf rassischer Grundlage. Leipzig: Reclam, 1934.
- Der Kardinal und die Germanen. Hamburg: Hanseat. Verl. Anst., 1934.
- Atlas zur deutschen Geschichte der Jahre 1914 bis 1933. Bielefeld: Velhagen & Klasing, 1934.

1935
- Odal. Goslar: Blut u. Boden Verl., 1935.
- Der Weg des deutschen Bauern von der Frühzeit bis zur Gegenwart. Leipzig: Reclam, [1935].
- Der deutschen Bauern 1000 jähriger Kampf um deutsche Art und deutsches Recht. Goslar: Blut u. Boden Verl., 1935.
- Das alte Wissen und der neue Glaube. Hamburg: Hanseat. Verl. Anst., 1935.

1936
- Vom großen Krieg deutscher Bauern. Goslar: Blut u. Boden Verl., [1936].
- Sturm auf Börglum-Stift. Stuttgart: Union, [1936].
- Geschichte des deutschen Bauernrechts und des deutschen Bauerntums. Leipzig: Kohlhammer, Abt. Schaeffer, 1936.
- Entwicklung des Nationalsozialismus von seinem Anfang bis zur Gegenwart. Bielfeld: Velhagen & Klasing, 1936.
- Die bäuerliche Gemeindeverfassung in der deutschen Geschichte. Berlin: Industrieverl. Spaeth & Linde, 1936.
- Der deutschen Bauern Kampf ums Recht. Berlin: Reichsnährstand Verlags-G.m.b.H., 1936.
- Blut und Rasse in der Gesetzgebung. München: J. F. Lehmanns Verl., 1936.
- Bauerntum. Berlin: Reichsnährstand Verlagsges. m. b. H., [1936].
- Die Kriminalität des Judentums. Berlin: Deutscher Rechtsverl., 1936 (испанская версия — La criminalidad del judaismo. Buenos Aires: Biblioteca de Formación Política, 1987).

1937
- Deutsche — die Kolonialpioniere Europas. Stuttgart: Bohnenberger, 1937.

1938
- Rassen, Völker und Volkstümer. Langensalza: J. Beltz, 1938.
- Rassengeschichte des deutschen Volkes. Berlin: Industrieverl. Spaeth & Linde, [1938].
- Europas Auswanderungsrückgang und seine Folgen. Stuttgart: Enke, 1938.
- Die Volkswirtschaftliche Bedeutung der Alkoholfrage in Vergangenheit und Gegenwart. Berlin: Neuland-Verl., 1938.
- Die geschichtlichen Grundlagen des Nationalsozialismus. Berlin: Deutscher Rechtsverl., 1938 (впоследствии переиздавалась в переработанном виде под названием Der Kampf um die deutsche Erneuerung).
- Das Lebensbild des deutschen Handwerks. München: Zeleny, 1938.
- Baiern führen den Pflug nach Osten. Goslar: Blut u. Boden Verl., 1938.
- Arteigenes Recht und Unterricht. Dortmund: Crüwell, [1938].

1939
- Wie kam der Jude zum Geld? Berlin: Th. Fritsch, [1939].
- Deutsche Rechtsgeschichte und deutsches Rechtsdenken. Berlin: Deutscher Rechtsverl., 1939.
- Der deutsche Lehrer als Kulturschöpfer. Frankfurt a. M.: Diesterweg, 1939.
- Aus den dunkelsten Tagen deutscher Geschichte. Leipzig: Pestalozzi-Fröbel-Verl., [1939].

1940
- Unser Glaube Deutschland! Erfurt: Verl. Sigrune, [1940].
- L’Inghilterra l’avversario del continente Europeo. Wien: A. Schroll & Co., 1940.
- Judentum und Gaunertum. Berlin: Fritsch, [1940].
- Heinrich I. siegt über die Ungarn bei Riade. Leipzig: Pestalozzi-Fröbel-Verl., [1940].
- Für das Reich. Langensalza: J. Beltz, 1940.
- Elementi comuni nella storia Italiana e Germanica. Wien: A. Schroll & Co., 1940.
- Die See und der Südosten. Berlin: Reichsbund dt. Seegeltg, 1940 (als Ms. gedruckt)
- Die Schlacht von Hohenmölsen. Leipzig: Pestalozzi-Fröbel-Verl., [1940].
- Die Orkney- und Shetlands-Inseln als britische Blockadeposition. Berlin: Reichsbund dt. Seegeltg, 1940 (als Ms. gedruckt)
- Die Geschichte des deutschen Handwerks. Berlin: Handwerker-Verlagshaus, 1940.
- Brennpunkte der Weltpolitik. Stuttgart: Union, 1940 (шведская версия — Brännpunkter och stormcentra. Malmö: Dagens Böcker, 1942).

1941
- Kräfte hinter Roosevelt (французская версия — Forces occultes derrière Roosevelt. Bruxelles: Maison internationale d'édition, 1942).
- Geschichtlicher Kampf um die deutsche Westgrenze. Berlin: Industrieverl. Spaeth & Linde, 1941.
- Deutschland. Berlin: [Dt. Informationsstelle], [1941] (румынская версия — Germania, renaşterea spirituală a unei naţiuni. Bucureşti: "Catea Românească, 1942).
- Deutschland — die geistige Wiedergeburt einer Nation. Berlin: E. Zander, 1941 (шведская версия — En nations pånyttfödelse. Malmö: Dagens Böcker, 1948).

1942
- Staatskunde. Potsdam: Bonneß & Hachfeld, 1942.
- Geschichtsdaten. Berlin: Mentor-Verl., [1942].
- Geschichte und Idee des nationalsozialistischen Staates. Potsdam: Bonneß & Hachfeld, 1942.
- De poort van Rusland opengebroken. Amsterdam: Westland, 1942.

1944
- Die Verbrechernatur der Juden. Berlin: Paul Hochmuth, 1944.